# Desplatsia dewevrei
Desplatsia dewevrei là một loài thực vật có hoa trong họ Cẩm quỳ. Loài này được (De Wild. & T.Durand) Burret mô tả khoa học đầu tiên năm 1912.